# Oeneis pallida
Oeneis pallida är en fjärilsart som beskrevs av Lingonblad 1944. Oeneis pallida ingår i släktet Oeneis och familjen praktfjärilar. Inga underarter finns listade i Catalogue of Life.